# Stockton Heath
Stockton Heath – wieś w Anglii, w hrabstwie ceremonialnym Cheshire, w dystrykcie (unitary authority) Warrington. Leży 29 km na północny wschód od miasta Chester i 266 km na północny zachód od Londynu. W 2001 miejscowość liczyła 6396 mieszkańców.